# Model Airplane News

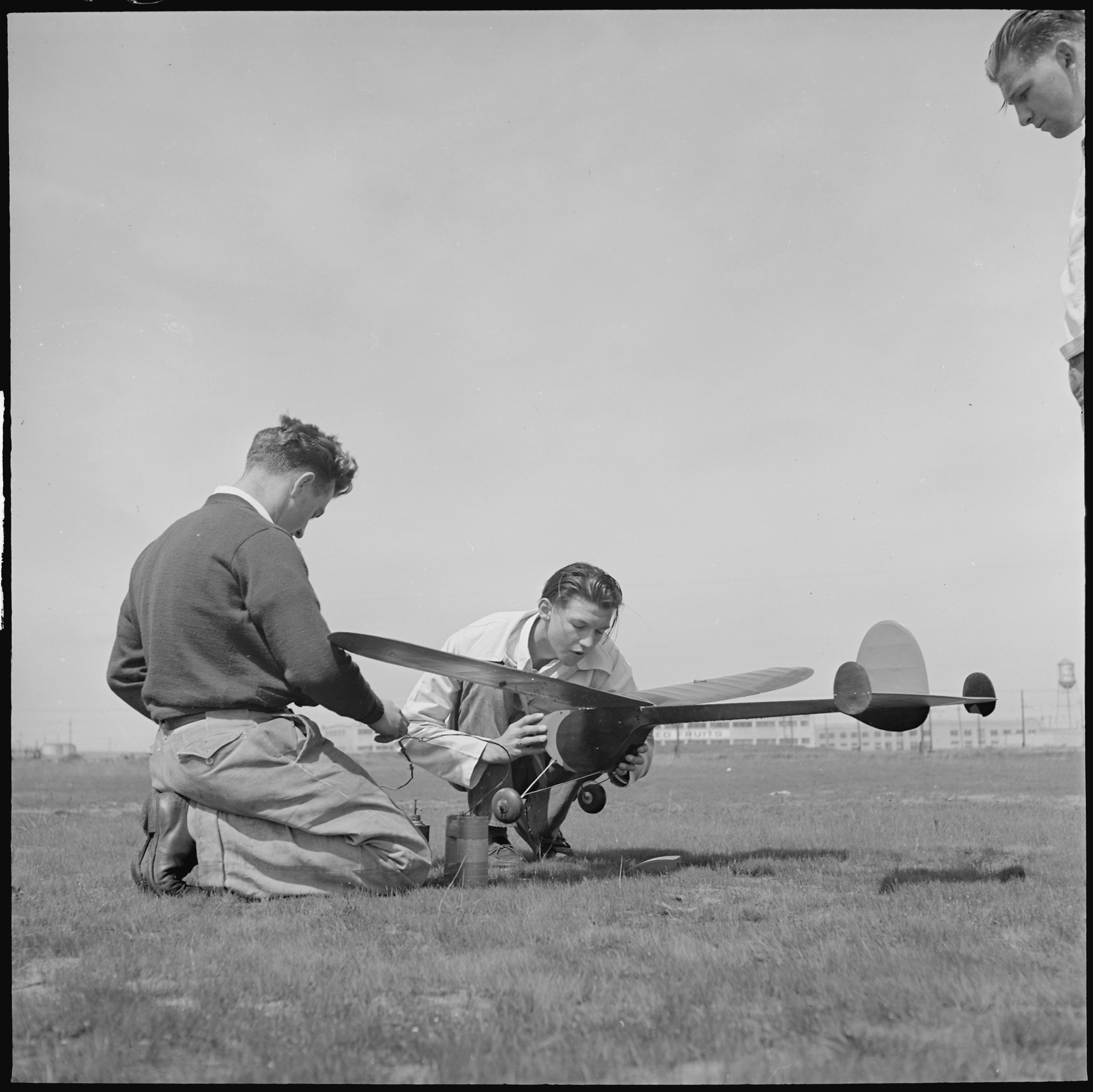
Un modèle réduit d'avion — l'axe éditorial de Model Airplane News

Model Airplane News est un magazine mensuel en mettant l'accent sur le passe-temps de contrôle radio avions. Model Airplane News passe en revue les avions radiocommandés, des prospectus d'arrière-cour aux avions à grande échelle, et propose des articles pratiques, des critiques de produits, des technologies de modélisation et des projets de construction.

## Histoire et profil
Model Airplane News a été lancé en 1929 aux États-Unis par Air Age Media (en) Inc.. Le magazine est basé à Wilton, dans le Connecticut. 

### Rédacteurs
- Charles Hampson Grant[3]
- Andy Lennon, ancien rédacteur en chef

## Site officiel
- (en) Site officiel